# 佐藤梓 (バスケットボール)
佐藤 梓（さとう あずさ、1989年12月4日 - ）は、山梨県出身の女子バスケットボール選手である。バスケットボール女子日本リーグの富士通レッドウェーブ所属。ポジションはG/F。

## 来歴
下吉田第二小学校でバスケを始め、下吉田中学校、富士学苑高等学校を経て、拓殖大学に進学。4年次にはユニバーシアード日本代表に選出される。
2012年、三菱電機に入社。2015年、富士通に移籍。

## 経歴
- 下吉田第二小 - 下吉田中 - 富士学苑高校 - 拓大 - 三菱電機（2012年〜2015年） - 富士通（2015年～）

## 日本代表歴
- 2011年ユニバーシアード